# La Chapelle-Naude
 La Chapelle-Naude  es una población y comuna francesa, en la región de Borgoña, departamento de Saona y Loira, en el distrito de Louhans y cantón de Louhans.

## Demografía
| 477 | 441 | 372 | 339 | 418 | 437 |
| Para los censos de 1962 a 1999 la población legal corresponde a la población sin duplicidades (Fuente: INSEE [Consultar]) |     |     |     |     |     |